# Ouled Hedadj
Ouled Hedadj (em árabe: أولاد ھداج) é uma cidade e comuna localizada na província de Boumerdès, Argélia. Segundo o censo de 2008, a população total da cidade era de 30 573 habitantes.